# Brunnadern
Brunnadern foi uma comuna da Suíça, no Cantão São Galo, com cerca de 893 habitantes. Estendia-se por uma área de 6,69 km², de densidade populacional de 133 hab/km². Confinava com as seguintes comunas: Hemberg, Mogelsberg, Oberhelfenschwil, Wattwil.
A língua oficial nesta comuna era o Alemão.

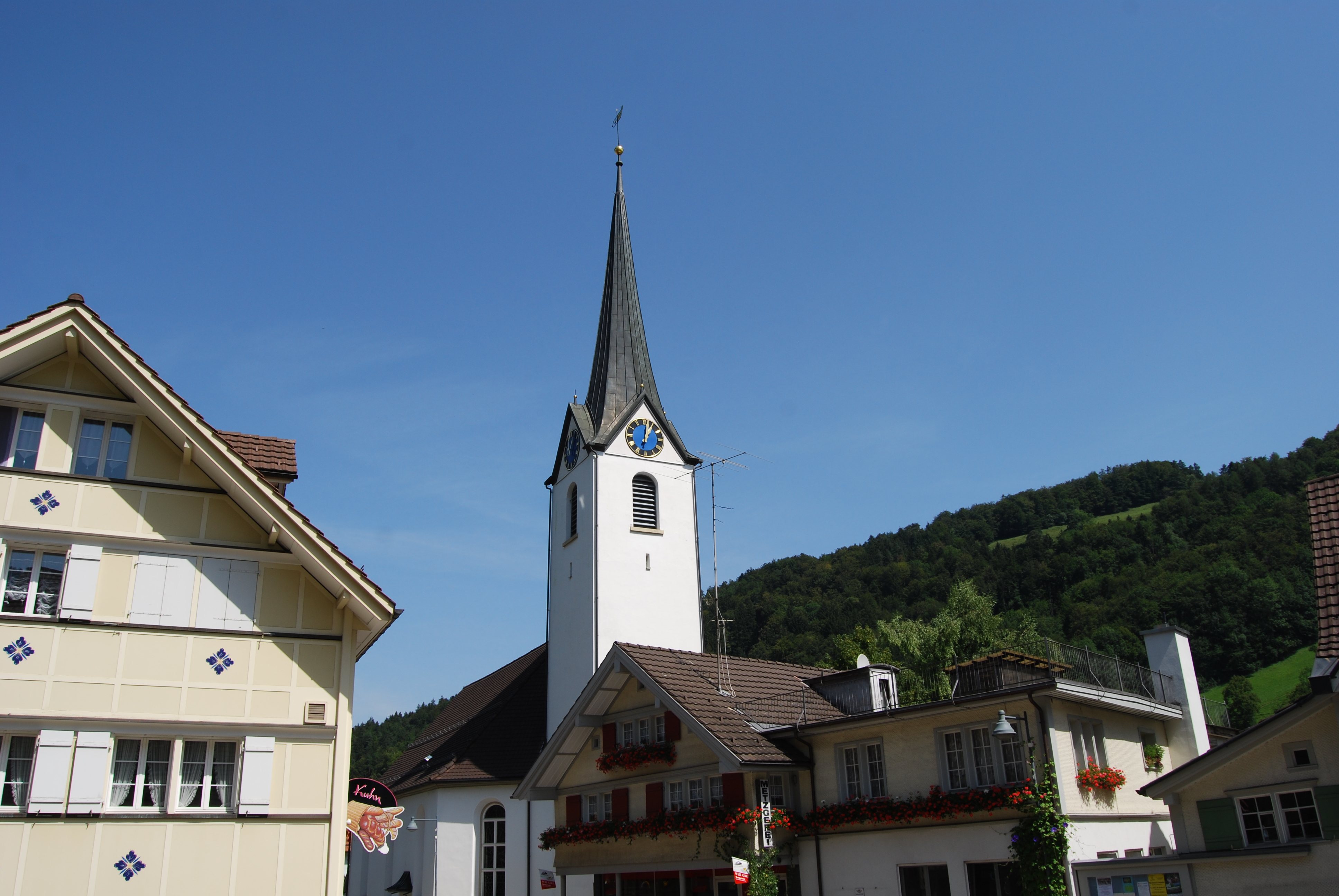
Brunnadern.

## História
Em 1 de janeiro de 2009, passou a formar parte da nova comuna de Neckertal.